# Dragozetići
Dragozetići su mjesto na sjevernom dijelu otoka Cresa. Administrativno, naselje pripada gradu Cresu.

## Zemljopisni položaj
Nalaze se na sjeveru otoka, u unutrašnjosti. Nadmorska visina mjesta je od 260 do 300m. Naselje se nalazi na istočnom padinama brda, a ispod sela je plodno polje.
Najbliže naselje su Filozići (2,5 km sjeverno).

## Povijest
Pretpostavlja se da je to jedno od najstarijih hrvatskih naselja na otoku.

## Stanovništvo
Prema popisu stanovništva iz 2001. godine, naselje ima 21 stanovnika. 
| broj stanovnika | 198   | 199   | 211   | 249   | 258   | 282   | 384   | 427   | 248   | 146   | 102   | 64    | 28    | 19    | 21    | 20    | 22    |
|                 | 1857. | 1869. | 1880. | 1890. | 1900. | 1910. | 1921. | 1931. | 1948. | 1953. | 1961. | 1971. | 1981. | 1991. | 2001. | 2011. | 2021. |

## Galerija
- Dragozetići 14. ožujka 2009.

## Vanjske poveznice
- Grad Cres: Naselja na području grada Cresa